# Закон на Долбиър
Законът на Долбиър описва връзката между температурата на въздуха и честотата на звуците, които издава щурец. Тъй като щурците са студенокръвни, издаваните звуци се ускоряват при повишаване на температурата. Формулиран е от американския физик Еймъс Долбиър и е публикуван през 1897 г. в статията „Щурецът като термометър“.
Макар и Долбиър да не описва точно какъв вид щурец е наблюдавал, предполага се, че това е дървесен щурец (Oecanthus fultoni).
За да се установи температурата на въздуха от честотата на издаваните звуци от полските щурци, които са най-често срещаните, не е толкова надеждно. Причината за това е, че при тях влияят и други фактори, като възраст и успеваемост за чифтосване.

## Уравнения
Долбиър извежда следната формула, която преобразува броя на издаваните звуци от щурец за 60 секунди (N60) в температура на въздуха в градуси по фаренхайт (TF):
{\displaystyle T_{F}=50+\left({\frac {N_{60}-40}{4}}\right).}
Получаването на информация за температурата за въздуха може да се ускори, чрез опростяване на формулата като се преброят издадените звуци за 15 секунди (N15):
{\displaystyle \,T_{F}=40+N_{15}}
За да се получи температурата на въздуха в градуси по Целзий (TC), се използва следната формула:
{\displaystyle T_{C}=10+\left({\frac {N_{60}-40}{7}}\right).}
По-бързият метод за получаване на информация за температурата на въздуха е да се преброят издадените звуци от щурец за 8 секунди (N8), след което се прибавя 5. Полученият резултат е с голяма точност, ако температурата на въздуха е в границите между 5 и 30 °C:
{\displaystyle \,T_{C}=5+N_{8}}
Чрез тези формули се получават цели числа, тъй като целта им е да се получи ориентировъчна, а не точна стойност на температурата на въздуха.